# Tasiocera cyrtacantha
Tasiocera cyrtacantha är en tvåvingeart som beskrevs av Alexander 1958. Tasiocera cyrtacantha ingår i släktet Tasiocera och familjen småharkrankar. Inga underarter finns listade i Catalogue of Life.